# 李素 (民國)
李素（1869年3月22日—1944年4月），字位斋，又名畏斋，男，山西省平定县娘子关镇东口（小口）村人。清朝末年立宪派人士，中国民主革命家，中华民国政治人物。

## 生平
李素出生于清朝同治八年三月初十（1869年3月22日），1892年州试中第一名，1893年省试中癸巳科举人。后李素考入保定直隶法政学堂学习法律，毕业后任山西省谘议局议员，省女子学堂董事、山西提学使公署议绅、资政院议员，曾于1909年到北京参加国会请愿运动。庆亲王内阁成立后，身为资政院议员的李素曾在资政院弹劾庆亲王，未成功。
此后他加入同盟会。1911年9月，李素自北京回到山西。1911年10月，李素参加辛亥太原起义并任山西军政府参谋，旋即到娘子关参与军事行动四十多天。1911年12月，李素作为山西代表参加在南京举行的各省都督府代表联合会会议。1911年12月29日，李素参加了中华民国临时大总统选举会。1912年1月，李素担任南京临时参议院议员，参与了《中华民国临时约法》的起草。后来他还任北京临时参议院议员。
1912年9月18日，孙中山到达正太铁路娘子关站，受到山西民军娘子关前锋司令部执事官蔡荣春等人欢迎，李素陪同孙中山视察了娘子关。
1915年袁世凯称帝，李素南下同议员孙洪伊等谋划倒袁，游说张作霖、陳調元，并在上海称“袁世凯不但不可使为皇帝，并不可使为总统”。
1917年，李素南下参加护法运动。1920年，李素奉孙中山的命令到云南、贵州、四川联络唐继尧、岑春煊等各派势力。1922年，李素回到广州任宪法起草委员、总统顾问、咨议等职务。1922年6月，六·一六事变爆发，李素从广州回到北京。此后李素在北京结识齐白石、陈衍、李大钊、范文澜、范毓桂等人物。1927年李大钊在北京遭张作霖追捕时，李素曾帮助李大钊避难于西铁匠胡同24号。
1931年左右，李素曾试图在娘子关铁佛寺旧址建高等小学校，未成。日本占领时期，李素不问政治，专心整理诗词典籍。1944年4月，李素在北京病逝。

## 著作
- 水帘诗稿
- 论语质疑
- 读易质疑

## 家庭
- 妻：王妙如（齐白石的学生）